# Reithrodontomys chrysopsis
Reithrodontomys chrysopsis es una especie de roedor de la familia Cricetidae.

## Distribución geográfica
Se encuentra sólo en México.